# Hintonia candens
Hintonia candens är en fiskart som beskrevs av Fraser-brunner, 1949. Hintonia candens ingår i släktet Hintonia och familjen prickfiskar. Inga underarter finns listade i Catalogue of Life.